# Kolonia Kiełczygłów
Kolonia Kiełczygłów (prononciation [kɔˈlɔɲa kʲɛu̯ˈt͡ʂɨɡwuf]) est un village de la gmina de Kiełczygłów, du powiat de Pajęczno, dans la voïvodie de Łódź, situé dans le centre de la Pologne.
Il se situe à environ 2 kilomètres à l'est de Kiełczygłów (siège de la gmina), 10 kilomètres au nord de Pajęczno (siège du powiat) et 69 kilomètres au sud-ouest de Łódź (capitale de la voïvodie).
Sa population s'élevait approximativement à 130 habitants en 2006.

## Administration
De 1975 à 1998, le village était attaché administrativement à l'ancienne voïvodie de Sieradz.

Depuis 1999, il fait partie de la nouvelle voïvodie de Łódź.